# Апостол Крисп
Апостол Крисп је био један од седамдесет Христових апостола. Апостол Павле га спомиње у својој Првој посланици Коринћанима (1 Кор 1,14).
Био је епископ града Халкидона у Галилеји.
Православна црква га прославља 30. јула по јулијанском календару.